# ديمتري لوجوثيتيس
ديمتري لوجوثيتيس (بالإنجليزية: Dimitri Logothetis)‏ (و. القرن 20  م) هو ممثل، وكاتب سيناريو، ومنتج أفلام، ومخرج أفلام أمريكي، ولد في اليونان.

## وصلات خارجية
- ديمتري لوجوثيتيس على موقع IMDb (الإنجليزية)
- ديمتري لوجوثيتيس على موقع ألو سيني (الفرنسية)
- ديمتري لوجوثيتيس على موقع أول موفي (الإنجليزية)
- ديمتري لوجوثيتيس على موقع قاعدة بيانات الأفلام السويدية (السويدية)
- ديمتري لوجوثيتيس على موقع قاعدة بيانات الفيلم (الإنجليزية)
- ديمتري لوجوثيتيس على موقع كينوبويسك (الروسية)